# Ciriacremum relatum
Ciriacremum relatum är en insektsart som beskrevs av Jennifer L. Hollis 1976. Ciriacremum relatum ingår i släktet Ciriacremum och familjen rundbladloppor.
Artens utbredningsområde är Nigeria. Inga underarter finns listade i Catalogue of Life.